# Marjetica Potrč
Marjetica Potrč (Lubiana, 1953) è un'artista e architetto slovena.

## Biografia
Ha frequentato studi di architettura presso l'Accademia di Belle Arti e Design di Lubiana e successivamente ha partecipato alla 3^ Bienal de Artista Jòvenes di Barcellona.
Ha insegnato al Massachusetts Institute of Technology nel 2005, all'Università Iuav di Venezia tra il 2008 ed il 2010. Dal 2011 è docente presso l'Università di Belle Arti di Amburgo.
Il suo lavoro si sviluppa in maniera interdisciplinare tra arti visive, architettura e scienze sociali. La sua pratica include progetti site-specific, ricerche e studi su casi architettonici e sui modi di vivere degli abitanti di determinate zone. La collaborazione con individui, gruppi locali e organizzazioni è un aspetto significativo di quasi tutti i suoi progetti di ricerca.
Nei suoi progetti, il tema centrale è la relazione con le attività architettoniche e la costruzione urbana. Si interessa dello spazio pubblico, dello sviluppo e della pianificazione urbana, orientandosi sul territorio della città contemporanea, sui modelli d'insediamento creativo e sull'adattamento degli abitanti alle continue evoluzioni del luogo, analizzando le trasformazioni delle città contemporanee, dalle architetture ai territori, alla progettazione di soluzioni sostenibili. Le città che prende in esame sono le metropoli con grandi aree disagiate e con penuria di servizi, osservando lo strato suburbano di città come Caracas, San Paolo o Rio de Janeiro.
Le sue opere sintetizzano l'idea di una determinata società presentando con una visione positiva i quartieri più difficili delle grandi città, documentando l'impegno personale e l'autosufficienza dei loro abitanti, permettendo allo spettatore di compiere una riflessione e di pensare a realtà differenti.
I suoi progetti hanno un impatto culturale internazionale e sono stati esposti dal 1988 in numerose mostre personali e collettive internazionali.

## Opere
- Two Faces of Utopia, 1993
- Theatrum Mundi: Territories, 1993–1996
- CASE Caracas, 2003
- Dry Toilet, 2003 (una toilette senz'acqua, ecologicamente sicura,  installata nella parte superiore del barrio La Vega, un distretto di Caracas non collegato all'acquedotto municipale.)[1]
- Hybrid House: Caracas, 2003 al Palm Beach Institute of Contemporary Art in Lake Worth, Florida (l'anno successivo l'installazione si trasferì al List Visual Arts Center del Massachusetts Institute of Technology, Cambridge, Massachusetts). L'installazione rappresenta un "caso di studio" di tre attuali comunità che vivono conflitti - il barrio di Caracas, la Cisgiordania e West Palm Beach in Florida - e mostra come esse concilino esigenze di spazio, sicurezza, energia, acqua e comunicazioni, portando avanti la disagevole coesistenza di comunità diverse nelle società del XXI secolo.[2]
- West Bank, 2003
- West Palm Beach, 2003
- Balcony with Wind Turbine, Liverpool 2004
- Power from Nature, 2005 (Barefoot College, Rajasthan, India, e la Catherine Ferguson Academy, Detroit, Mich., USA, 2005)[3]
- The Struggle for Spacial Justice, 2005 (serie di disegni)
- Florestania, 2006 (serie di disegni)
- Lost Highway Expedition, 2006 (progetto in nove città dei Balcani occidentali)
- A Farm in Murcia, 2007
- The Great Republic of New Orleans, 2007 (serie di disegni)
- architectural case studies, grandi installazioni in gallerie

## Esposizioni
Le sue opere sono state esposte in tutta Europa e nelle Americhe, ed in importanti esposizioni come la Biennale di Venezia (edizioni 1993, 2003 e 2009), la Biennale São Paulo (edizioni 1996 e 2006), Skulptur: Projekte Muenster nel 1997, al Guggenheim Museum di New York nel 2000.
Dal 2002 ha esposto il suo lavoro regolarmente presso la Galleria Meulensteen (precedentemente Max Protetch Gallery) a New York, dal 2003 presso la Galleria Nordenhake a Berlino e a Stoccolma.
Espone al List Visual Arts Center presso il Massachusetts Institute of Technology nel 2004, sempre nello stesso anno espone anche alla De Appel Foundation for Contemporary Art da Amsterdam. Nel 2006 alla Galleria di Portikus di Francoforte sul Meno, nel 2007 a The Curve presso le Gallerie d'arte Barbican di Londra.
Nel 2010 Marjetica Potrč ha partecipato al Seminario Lost in Translation alla Triennale di Milano, organizzato da Connecting Cultures e da cui è scaturito il premio Arte, Patrimonio e Diritti Umani.

## Premi
Marjetica Potrč ha vinto numerosi premi, tra cui: sovvenzioni dal Pollock-Krasner Foundation nel 1993 e nel 1999; il Premio Hugo Boss nel 2000, amministrato dal Museo Guggenheim di New York; a Caracas Case Project Fellowship from the Federal Cultural Foundation, Germany, and the Caracas Urban Think Tank, Venezuela (2002) e Vera lista Center for Arts and Politics Fellowship presso la nuova scuola di New York nel 2007.

### Cataloghi
- Ana Marìa Torres, Marjetica Potrč: Urban Negotiation, Valencia, Instituto Valenciano de Arte Moderno, 2003.
- Livia Paldi, Marjetica Potrc: Next Stop, Kiosk, Lubiana, Museo di Arte Moderna di Lubiana, 2003.
- Michael Rush, Marjetica Potrc: Urgent Architecture, Lake Worth, Palm Beach Institute of Contemporary Art, 2003.
- Anna Daneri, Marjetica Potrc: Fragment Worlds, Como, Fondazione Antonio Ratti, 2006.